# Asplenium pseudonitidum
Asplenium pseudonitidum är en svartbräkenväxtart som beskrevs av Giuseppe Raddi. Asplenium pseudonitidum ingår i släktet Asplenium och familjen Aspleniaceae. Utöver nominatformen finns också underarten A. p. ovalescens.